# Hedycryptus orientalis
Hedycryptus orientalis är en stekelart som först beskrevs av Cameron 1897.  Hedycryptus orientalis ingår i släktet Hedycryptus och familjen brokparasitsteklar. Inga underarter finns listade i Catalogue of Life.